# Mohammad Musawi

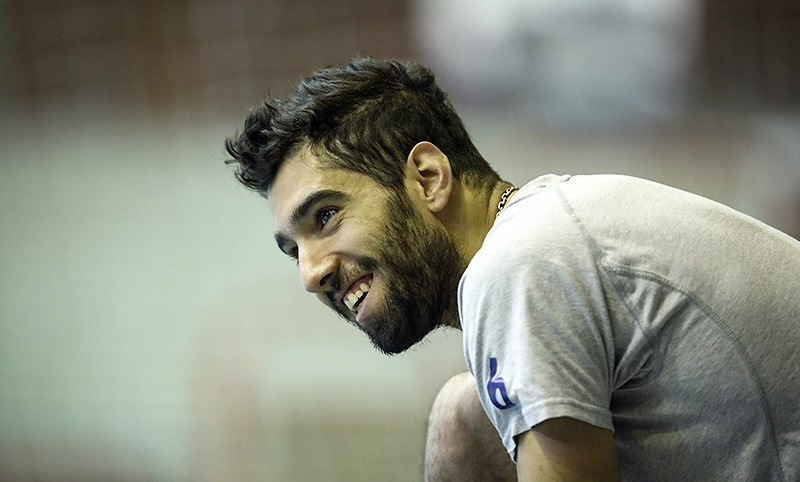

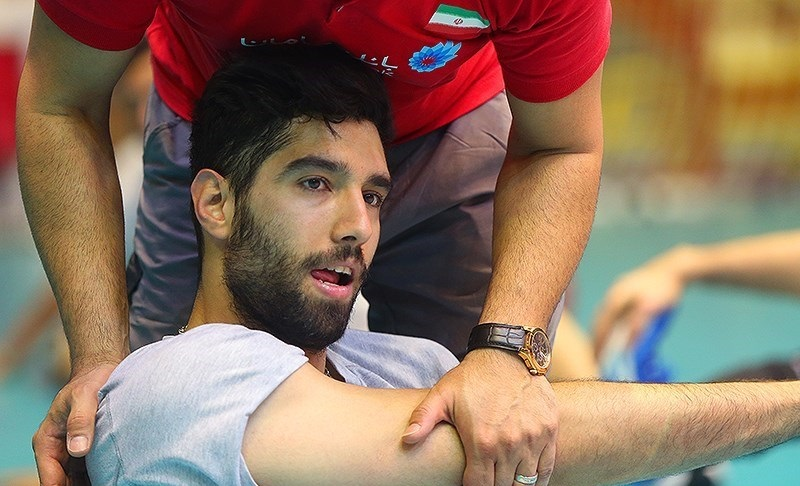

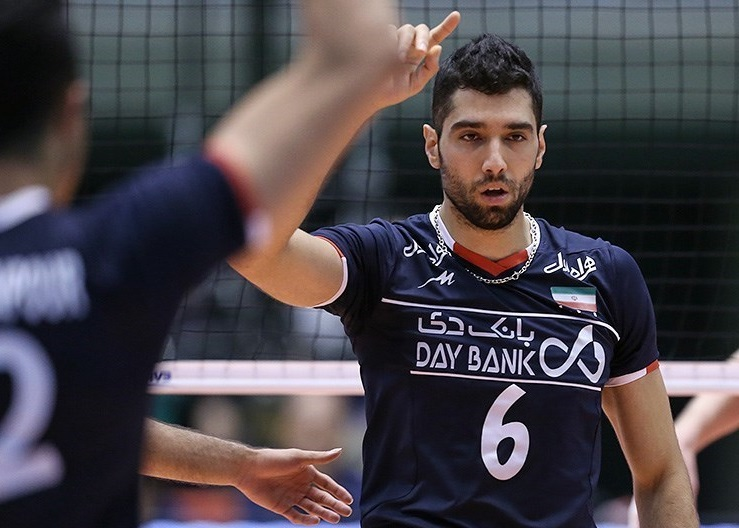

Seyed Mohammad Mousavi Eraghi (ur. 22 sierpnia 1987 w Dezfulu) – irański siatkarz, grający na pozycji środkowego, reprezentant kraju. 

## Przebieg kariery
| Lata                      | Klub                         |
| ------------------------- | ---------------------------- |
| 2004–2005                 | Lule Sazi Ahwaz              |
| 2005–2006                 | Petrochimi Bandar Imam       |
| 2006–2011                 | Pajkan Teheran               |
| 2011–2012                 | Giti Pasand Isfahan          |
| 2012–2013                 | Kalleh Mazandaran VC         |
| 2013–2014                 | Matin Waramin                |
| 2014–2015                 | Pajkan Teheran               |
| 2015–2018                 | Sarmajeh Bank VC             |
| 2018–2019                 | Szahrdari Urmia              |
| 2019–2020                 | Indykpol AZS Olsztyn         |
| 2020 (do 10.2020)         | Saipa Alborz                 |
| 2020–2021 (od 24.10.2020) | Gas Sales Bluenergy Piacenza |
| 2021–2022 (do 05.04.2022) | Fenerbahçe HDI Sigorta       |
| 2022                      | Pajkan Teheran               |
| 2022–2023                 | Sepehr Sadra                 |
| 2023–                     | Foolad Sirdżan Iranian       |

## Sukcesy klubowe
Mistrzostwo Iranu:
- 2007, 2008, 2009, 2010, 2011, 2013, 2014, 2015, 2016, 2017, 2018

Klubowe Mistrzostwa Azji:
- 2007, 2008, 2009, 2010, 2011, 2013, 2014, 2016, 2017, 2022[3], 2024[4]
- 2015

Klubowe Mistrzostwa Świata:
- 2010, 2024[5]

## Sukcesy reprezentacyjne
Mistrzostwa Azji Juniorów:
- 2006
- 2004

Mistrzostwa Azji Kadetów:
- 2005

Młodzieżowe Mistrzostwa Świata:
- 2005

Mistrzostwa Świata Juniorów:
- 2007

Puchar Azji:
- 2008, 2010

Mistrzostwa Azji:
- 2011, 2013, 2019
- 2009, 2023[6]

Igrzyska Azjatyckie:
- 2014, 2018, 2022[7]
- 2010

Puchar Wielkich Mistrzów:
- 2017

## Nagrody indywidualne
- 2005: Najlepszy atakujący Mistrzostw Świata Kadetów
- 2006: Najlepszy blokujący Mistrzostw Azji Juniorów
- 2007: Najlepszy blokujący Klubowych Mistrzostw Azji
- 2008: Najlepszy blokujący Turnieju Kwalifikacyjnego do Letnich Igrzysk Olimpijskich
- 2009: Najlepszy blokujący Mistrzostw Azji
- 2010: Najlepszy blokujący Igrzysk Azjatyckich
- 2010: Najlepszy blokujący Klubowych Mistrzostw Świata
- 2012: Najlepszy blokujący Turnieju Kwalifikacyjnego do Letnich Igrzysk Olimpijskich
- 2013: Najlepszy blokujący Klubowych Mistrzostw Azji
- 2013: Najlepszy blokujący Mistrzostw Azji
- 2014: Najlepszy blokujący Klubowych Mistrzostw Azji
- 2015: Najlepszy blokujący Pucharu Świata
- 2016: Najlepszy środkowy Turnieju Kwalifikacyjnego do Letnich Igrzysk Olimpijskich
- 2016: Najlepszy blokujący Klubowych Mistrzostw Azji
- 2017: Najlepszy środkowy Klubowych Mistrzostw Azji
- 2019: Najlepszy środkowy Mistrzostw Azji
- 2022: Najlepszy środkowy Klubowych Mistrzostw Azji